# Otelo (película de 1956)
Otelo (en ruso: Отелло) es una película dramática soviética de 1956 dirigida por Serguéi Yutkévich, basada en la obra de teatro Otelo de William Shakespeare. Fue exhibida en la sección oficial del Festival Internacional de Cine de Cannes de 1956, donde Yutkévich recibió el premio al mejor director.

## Reparto
- Serguéi Bondarchuk (con blackface) como Otelo
- Irina Skobtseva como Desdemona
- Andréi Popov como Iago
- Vladímir Soshalski como Cassio
- Yevgueni Vesnik como Roderigo
- Antonina Maksimova como Emilia
- Mijaíl Troianovski como Dux de Venecia
- Yevgueni Teterin como Brabantio (como Ye. Teterin)